# بیگانه‌ای در دهکده
بیگانه‌ای در دهکده (به انگلیسی: The Mysterious Stranger) عنوان رمان‌کوتاهی ناتمام از مارک تواین، نویسندهٔ آمریکایی است که در اواخر عمرش، در چند نسخهٔ مختلف نوشته شد. مشهورترین نسخه، که در سال ۱۹۱۶ یعنی شش سال پس از مرگ تواین منتشر شد، با عنوان The Mysterious Stranger: A Romance توسط آلبرت پین و با ویرایش سنگین از سوی او منتشر شد. این نسخه داستانی فلسفی با مضامین پوچ‌گرایانه، انتقاد از مذهب، و تردید در ارزش‌های اخلاقی انسانی ارائه می‌دهد.
این کتاب را نجف دریابندری با عنوان بیگانه‌ای در دهکده به فارسی ترجمه‌کرده‌است. پیشتر نیز حسینعلی تهرانی و علی منیری همین کتاب را تحت عنوان «غریبه» ترجمه کرده بودند.

## خلاصه داستان
داستان در روستایی خیالی به نام ازل‌دورف در اتریش قرن شانزدهم اتفاق می‌افتد. راوی، نوجوانی به نام تئودور است که همراه با دوستانش با پسری مرموز آشنا می‌شود که خود را «شیطان» معرفی می‌کند. شیطان ادعا می‌کند که فرزندزادهٔ فرشته‌ای سقوط‌کرده به همین نام است. او قدرت‌های فراطبیعی دارد: آینده را پیش‌بینی می‌کند، اجسام را جابه‌جا می‌کند، زمان را متوقف می‌کند و از مرگ بازمی‌گرداند.
شیطان رفتارهای متناقضی دارد؛ همدلی نشان می‌دهد ولی به راحتی جان انسان‌ها را می‌گیرد یا آن‌ها را دیوانه می‌کند. هرچه داستان پیش می‌رود، دیدگاه او درباره انسان‌ها و زندگی تلخ‌تر می‌شود. در نهایت، شیطان به تئودور می‌گوید که زندگی، خیال و توهمی بیش نیست و خود تئودور نیز وجود خارجی ندارد. داستان با این جملهٔ تاریک به پایان می‌رسد:
«هیچ خداوندی، هیچ جهان، هیچ بشری نیست؛ تنها خیال است، یک رؤیای احمقانه و بی‌رحم... ما تنها اندیشه‌ای سرگردانیم.»

## تاریخچه نگارش
تواین بین سال‌های ۱۸۹۷ تا ۱۹۰۸ چهار نسخهٔ متفاوت از این داستان را نوشت:
1. نسخهٔ "ازل‌دورف" (یا نسخهٔ ۱۹۱۶): مشهورترین ویرایش که توسط آلبرت پین از چند نسخه ترکیب و منتشر شد.
2. نسخهٔ "هانیبال" (۱۸۹۷): در آن داستان در آمریکا می‌گذرد و شخصیت «شیطان» بسیار لطیف‌تر است.
3. نسخهٔ "چاپخانه" (۱۸۹۸): مربوط به مغازه چاپ در اتریش، ناتمام با تأکید بر انتقاد اجتماعی.
4. نسخهٔ "شماره 44، بیگانۀ اسرارآمیز" (۱۹۰۲–۰۸): از نظر بسیاری پژوهشگران، بهترین نسخهٔ موجود که تا سال ۱۹۶۹ منتشر نشده بود.

## نسخه پین و جنجال‌ها
نسخهٔ منتشرشده در ۱۹۱۶ توسط آلبرت بیگلو پین پس از مرگ تواین به شدت ویرایش، ترکیب و حتی بازنویسی شد. بررسی‌ها نشان داد که پین بسیاری از بخش‌ها را حذف کرده یا از نسخه‌های مختلف به دلخواه ترکیب کرده است. پژوهشگران معاصر معتقدند که این نسخه، بیان‌گر دیدگاه کامل و واقعی تواین نیست.

## مضامین
- بدبینی نسبت به طبیعت بشر: انسان‌ها از نظر شیطان موجوداتی شکننده، خودخواه و بی‌ارزش هستند.
- نقد مذهب: داستان روحانیون را متعصب و فاسد نشان می‌دهد. شیطان خود را بیرون از چارچوب ایمان معرفی می‌کند.
- پوچ‌گرایی: پایان داستان تمام باورهای سنتی درباره واقعیت، فردیت و معنا را زیر سؤال می‌برد.

## نقد و تحلیل
این داستان پس از انتشار، توجه منتقدان را به خود جلب کرد. بسیاری آن را بی‌رحم‌ترین اثر تواین دانستند. ساختار غیرخطی، روایت فلسفی، و پایان تکان‌دهنده‌اش، آن را به یکی از آثار شاخص ادبیات پوچ‌گرای آمریکا تبدیل کرده است.

## در رسانه‌ها
بخش‌هایی از نسخهٔ پین در انیمیشن کوتاه ماجراهای مارک تواین (۱۹۸۵) استفاده شد که صحنهٔ حضور شیطان از نظر بسیاری از تماشاگران یکی از تاریک‌ترین لحظات انیمیشن آمریکایی است.